# Kai Hanschmann
Kai Hanschmann es un deportista alemán que compitió en natación. Ganó una medalla de plata en el Campeonato Europeo de Natación en Piscina Corta de 1999, en la prueba de 4 × 50 m libre.

## Palmarés internacional
| Campeonato Europeo en Piscina Corta | Campeonato Europeo en Piscina Corta | Campeonato Europeo en Piscina Corta | Campeonato Europeo en Piscina Corta |
| Año                                 | Lugar                               | Medalla                             | Prueba                              |
| ----------------------------------- | ----------------------------------- | ----------------------------------- | ----------------------------------- |
| 1999                                | Lisboa (Portugal)                   | Medalla de plata                    | 4 × 50 m libre                      |